# Кускусовиді
Кускусовиді (Phalangeriformes) — підряд ссавців з когорти сумчасті (Marsupialia), котрий містить дві надродини, які поділяються на 6 сучасних родин і дві родини вимерлих істот. Число сучасних родів — 20, видів — 63. Батьківщиною кускусовидих є Австралія, Нова Гвінея та Сулавесі. Вид кузу лисячий введений у Нову Зеландію.

## Опис
Це чотириногі сумчасті з довгими хвостами. Найменший вид, Cercartetus lepidus з довжиною голови й тіла 70 мм і вагою 10 г. Найбільші види з роду Ailurops з вагою, яка може перевищувати 7 кг. Ведуть, як правило, нічний спосіб життя і, щонайменше, частково деревний. Одні види живуть у густо вкритих зеленню середовищах, деякі пристосувалися до міських умов. Раціон варіюється від загального травоїдного до всеїдного (кузу лисячий) і до спеціалізованого: евкаліптоїдні (Petauroides volans), комахоїдні (бураміс малий) і нектароїдні (Tarsipedidae).

## Систематика
Підряд Кускусовиді (Phalangeriformes)
- Надродина Кускусуваті (Phalangeroidea)
  - Родина Кускусові (Phalangeridae) (6 родів)
  - Родина Бурамісові (Burramyidae) (2 роди)
  - †Родина Ектоподонові (Ektopodontidae) (2 роди)
  - †Родина Міралінові (Miralinidae) (2 роди)
- Надродина Тагуануваті (Petauroidea)
  - Родина Тагуанові (Petauridae) (3 роди)
  - Родина Посумові (Pseudocheiridae) (6 родів)
  - Родина Нектарокускусові (Tarsipedidae) (1 рід)
  - Родина Акробатцеві (Acrobatidae) (2 роди)